# Buckland, Alaska
Buckland är en ort i Northwest Arctic Borough i delstaten Alaska, USA.